# Gary Rossington
Gary Rossington, född 4 december 1951 i Jacksonville, Florida, död 5 mars 2023 i Milton, Georgia, var en amerikansk gitarrist och låtskrivare och medlem i rockbandet Lynyrd Skynyrd.
Som tonåring grundade Rossington tillsammans med kompisarna Ronnie Van Zant och Allen Collins bandet Lynyrd Skynyrd. Bandet fick senare tillökning  i form av Larry Junstrom och Bob Burns 1964.
Lynyrd Skynyrd slog igenom 1973 i USA med debutskivan och hitsingeln "Free Bird". Rossington överlevde den flygolycka som 1977 dödade tre av bandets medlemmar och ledde till att det upplöstes. I början av 1980-talet spelade han in två album med Allen Collins under namnet Rossington Collins Band (bildat 1979).  Han bildade också bandet Allen Collins Band 1983, med Allen Collins, Barry Lee Harwood, Leon Wilkeson, Billy Powell, Derek Hess, Randall Hall och Jimmy Dougherty.
Lynyrd Skynyrd återförenades med en ny uppsättning 1987 och Rossington spelade sedan dess i bandet. Efter Billy Powells bortgång 2009 var han den enda kvarvarande originalmedlemmen.

## Diskografi
Studioalbum med Lynyrd Skynyrd
- 1973 – (Pronounced 'Lĕh-'nérd 'Skin-'nérd)
- 1974 – Second Helping
- 1975 – Nuthin' Fancy
- 1976 – Gimme Back My Bullets
- 1977 – Street Survivors
- 1991 – Lynyrd Skynyrd 1991
- 1993 – The Last Rebel
- 1994 – Endangered Species
- 1997 – Twenty
- 1999 – Edge of Forever
- 2000 – Christmas Time Again
- 2003 – Vicious Cycle
- 2009 – God & Guns
- 2012 – Last of a Dyin' Breed